# Джеймс Самнер
Джеймс Бетчеллер Самнер (англ. James Batcheller Sumner, 19 листопада 1887, Кантон, штат Огайо — 12 серпня 1955, Баффало, Нью-Йорк) — американський біохімік, член Національної АН США і Американської академік мистецтв і наук.

## Біографія
Закінчив Гарвардський університет в 1910 році та його аспірантуру в 1914, отримавши ступень доктора філософії. У 1914—1929 викладав біохімію в Корнельському університеті (Ітака, США); з 1929 директор лабораторії хімії ферментів у цьому ж університеті.

## Основні роботи
Роботи по препаративній хімії білків, вперше виділив фермент в кристалічній формі (уреазу), довівши таким чином білкову природу ферментів. За цю роботу отримав Нобелівську премію з хімії 1946 року, разом з Венделом Стенлі і Джоном Нортропом).